# Hippokrates von Kos

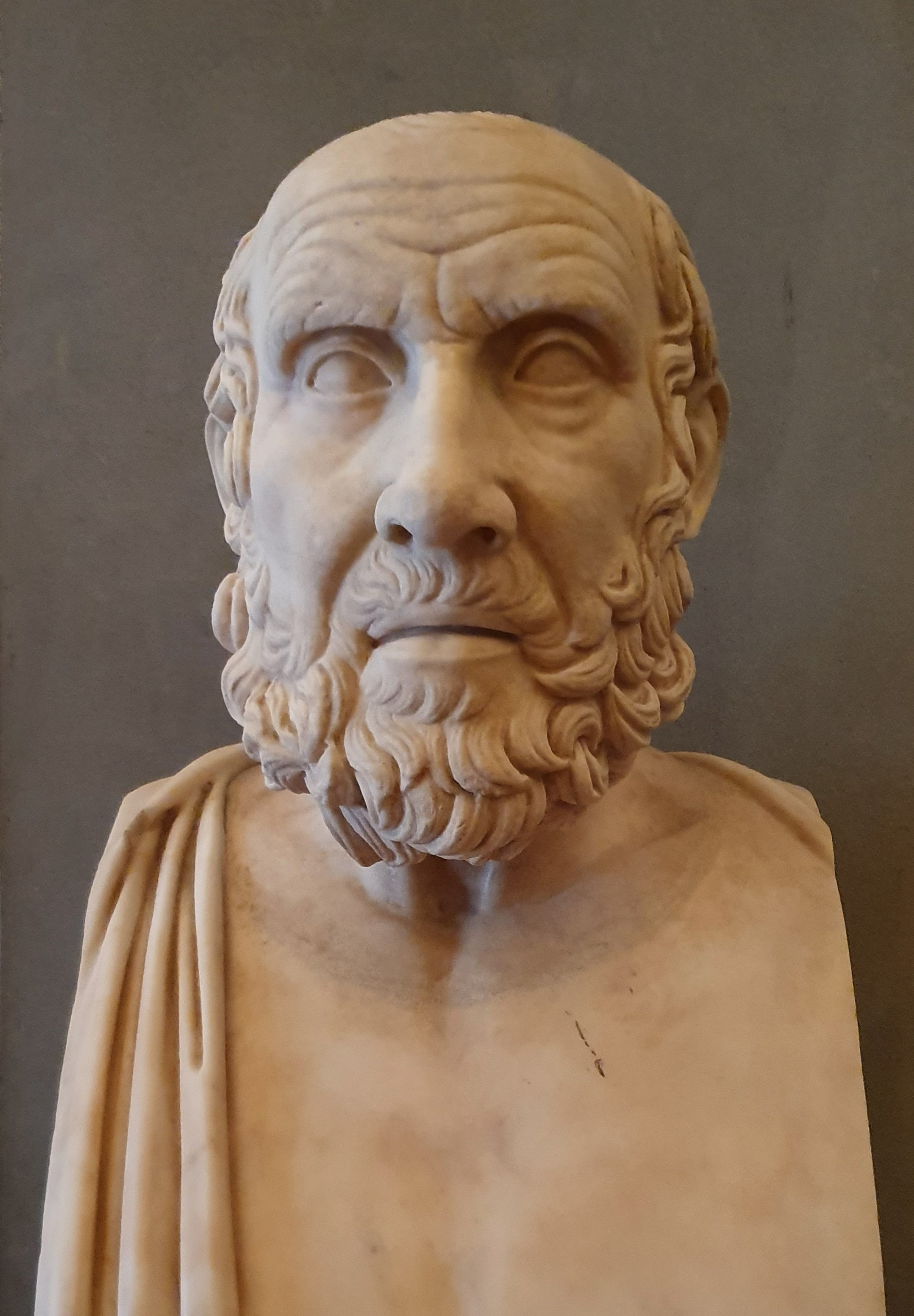
Angebliche Büste des Hippocrates von Kos, 1. Jahrhundert n. Chr., Florenz (Uffizien)

Hippokrates von Kos (griechisch Ἱπποκράτης ὁ Κῷος; * um 460 v. Chr. auf Kos, wahrscheinlich in Astypalaia/Kefalos; † um 370 v. Chr. in Larisa, Thessalien), kurz Hippokrates und latinisiert auch Hippocrates, war ein griechischer Arzt und Lehrer. Er gilt als der berühmteste Arzt des Altertums, dessen Schule die Theorie von vier Körpersäften im Konzept der Humoralpathologie lehrte, und zudem als „Vater der (modernen) Medizin“, der ärztliches Handeln über die Wirkungskraft priesterlicher Worte stellte und einem hohen ethischen Verantwortungsbewusstsein unterordnete. Er legte Grundlagen für die Medizin als Wissenschaft, insbesondere als auf umfangreichen Beobachtungen und Beschreibung von Krankheitssymptomen fußende Erfahrungswissenschaft. Von den ihm zugeschriebenen Schriften sind vor allem die Aphorismen verbreitet.

## Legende
Vom Leben des Hippokrates zeugen vor allem vier biographische Abhandlungen unterschiedlicher Zeitstellung und Qualität, allesamt erst Jahrhunderte nach dessen Tode entstanden. Die älteste, als Auszug erhaltene Biographie stammt von dem um 100 n. Chr. wirkenden Arzt Soranos von Ephesos. Von ihm hängt nach ausdrücklichem Selbstzeugnis der im 12. Jahrhundert schreibende byzantinische Gelehrte Johannes Tzetzes ab, der darüber hinaus in der Soranos-Vita fehlende Einzelheiten liefert, was deren Charakter als Auszug unterstreicht. Etwa aus dem 6. Jahrhundert stammt die Vita Bruxellensis eines anonymen Autors, der von Abstammung, Leben sowie Lehre berichtet (Yppocratis genus, vita, dogma) und ebenfalls von Soranos abhängig ist. Wenig eigenständig, aber ergänzend tritt das Lemma Hippokrates der Suda aus dem 10. Jahrhundert hinzu. Einzelne Informationen finden sich darüber hinaus bei Galen (griechisch Galenos), bei Athenaios, Celsus und weiteren Autoren.
Demnach stammte Hippokrates aus einem der Geschlechter der Asklepiaden, die sich selbst auf den Heilgott Asklepios zurückführten; seine Eltern waren der Arzt Herakleides und Phainarete (Φαιναρέτη). Als Sohn einer Arztfamilie erhielt Hippokrates seine erste Unterweisung auf dem Gebiet der Medizin von seinem Vater. Seine weitere Ausbildung erhielt er von einem Herodikos, laut Tzetzes und Suda von dem in Megara geborenen Redekünstler und Turnlehrer Herodikos von Selymbria (etwa 500–425 v. Chr.), doch kommt auch Herodikos von Knidos in Frage. Gemäß Corpus Hippocraticum hat Hippokrates mit dem Philosophen Demokrit von Abdera (in Thrakien) zumindest in brieflichem Kontakt gestanden. Zudem soll er gemäß einer legendären biografischen Tradition durch Demokrit in Philosophie und durch den Philosophen Gorgias von Leontinoi (Sizilien) in Rhetorik unterwiesen worden sein, die er jedoch höchstens während seiner ausgedehnten Reisen kennengelernt haben kann. Um 420 v. Chr. verließ er nämlich Kos und reiste als wandernder Arzt offenbar viel und weit durch Griechenland und Kleinasien. Unter anderem hielt er sich drei Jahre auf der gegenüber von Abdera liegenden Insel Thasos auf.
Eine weitere erstmals bei Varro überlieferte Erzähltradition brachte ihn mit der Vorhersage einer Seuchenbedrohung und deren Abwehr in Athen sowie weiteren Städten in Verbindung, von der insbesondere die pseudepigraphische Schrift Decretum Atheniensium (Δόγμα Ἀθηναίων) des Hippokrates zeugt. Mit der Pest des Thukydides der Jahre 430–426 v. Chr. ist die Anekdote nicht zu verbinden.
Seine Söhne Drakon und (der wohl in Diensten des Königs von Makedonien stehende) Thessalos sowie sein Schüler – laut Galen zugleich sein Schwiegersohn – Polybos sollen die Familientradition fortgeführt haben. Hippokrates und seine Familie wurden zu Begründern einer koischen Ärzteschule gemacht, auch wenn diese erst in hellenistischer Zeit in Erscheinung trat. Gleichwohl erinnert an ihn die Platane des Hippokrates in Kos-Stadt. Mit der Schrift Über die Natur des Menschen wurde die Lehre des Hippokrates ausgebaut, die Grundlage wurde für die Viersäftelehre in der dogmatischen Medizin der Antike und des Mittelalters.
Soranos überliefert, dass Hippokrates in Larisa im Alter von 85, 90, 104 oder 109 Jahren um die gleiche Zeit wie Demokrit gestorben und auf halber Strecke zwischen Larisa und Gyrton bestattet worden sei. Noch zu Soranos’ Zeit soll das Grab demnach bekannt gewesen sein. Im Jahr 1826 glaubte man es in der Nähe der thessalischen Stadt wiederentdeckt zu haben, weswegen man ihm dort ein Denkmal errichtete. Doch gibt es für die Identität des Grabes keine Anhaltspunkte.

## Corpus Hippocraticum

Magni Hippocratis medicorum omnium facile principis, opera omnia quae extant, 1657

Das Corpus Hippocraticum besteht aus etwa 70 (mindestens 60) Schriften, die aus dem 5. bis 1. Jahrhundert n. Chr. stammen und von unterschiedlichen Personen verfasst wurden. Keines der (überwiegend zwischen etwa 430 und 350 v. Chr. entstandenen) Werke lässt sich mit Sicherheit dem historischen Arzt Hippokrates von Kos zuweisen, jedoch ist bei denjenigen, die sich in seine Lebzeit datieren lassen, die „Echtheit“ möglich und wird bis heute als „Hippokratische Frage“ oft diskutiert. Zu diesen zählen insbesondere die Epidemien I und III (entstanden wahrscheinlich um 410 v. Chr.), das Prognostikon und die Traktate Über die heilige Krankheit und De aëre aquis locis („Über die Umwelt“). Ebenso gelten auch die chirurgischen Abhandlungen De fracturis und De articulis als Werke des 5. Jahrhunderts v. Chr.
Die durchweg im ionischen Dialekt gehaltenen Texte des Corpus Hippocraticum – als Koer war die Muttersprache des Hippokrates das dorische Griechisch – handeln von einer Medizin, die auf vernunftgemäßer Naturbeobachtung basiert. Adressaten sind teils Ärzte, teils medizinische Laien. So geben einige Schriften in knapper, auflistender Form Therapieanweisungen, andere enthalten Aufzeichnungen von Krankengeschichten, die dem Arzt bei Diagnose und Prognose helfen sollen; manche von ihnen haben aufklärerischen oder polemischen Charakter.
Viele der Schriften erklären die Entstehung von Krankheiten aus dem Ungleichgewicht von Körpersäften (Blut, Schleim, gelbe und schwarze Galle) sowie als Verschiebungen in den Spannungszuständen der Gewebe. Als Therapiemaßnahmen wurden Lebensumstellung, Diät, Bewegungstherapie verordnet, Arzneimittel gegeben und operativ eingegriffen. Der hippokratischen Säftelehre folgend wurden auch schädliche und überschüssige Säfte ausleitende Verfahren durchgeführt, etwa Aderlass, Schröpfen und die Verabreichung von Abführmitteln.

## Nachwirken
Bereits seinen Zeitgenossen und zeitlich nahestehenden Menschen galt Hippokrates als großer Arzt, auch wenn die Zeugnisse spärlich sind. Aristoteles erwähnt ihn in seiner Politik bei der Erklärung des Wortes „groß“ (μέγας), wie er es in seinem Textzusammenhang verstanden wissen möchte. So könne Hippokrates „größer“ genannt werden – nicht als Mensch, sondern als Arzt – als irgendein anderer Mensch, auch wenn dieser körperlich größer war. Gleichwohl nennt er Hippokrates kein weiteres Mal, auch nicht an Stellen, an denen er aus Schriften des Corpus Hippocraticum schöpft. Laut Galen gab es eine aristotelische Auslegung der hippokratischen Traktate über die Natur. Spuren davon sind nicht erhalten. Platon als jüngerer Zeitgenosse des Hippokrates erwähnt ihn zweimal in den Dialogen Phaidros und Protagoras. Im Protagoras stellt der Gesprächsteilnehmer Sokrates den Arzt aus Kos in eine Reihe mit den Künstlern und Bildhauern Phidias und Polyklet: alle drei Männer, bei denen man für sein Lehrgeld einen ordentlichen Beruf hätte erlernen können – im Gegensatz zu einer Ausbildung bei dem Sophisten Protagoras aus Abdera. Neben dieser eher beiläufigen Erwähnung des Hippokrates wird er im Phaidros als Vertreter eines ganzheitlichen Ansatzes angeführt. Bei der Erörterung der Frage, ob ein Rhetor die „Natur des Ganzen“ kennen müsse, wird auf Hippokrates verwiesen, der für seine Disziplin ebendiese Kenntnis gefordert habe.
Seit dem 3. Jahrhundert v. Chr. sind Glossen und Kommentare zu Hippokrates bezeugt. Der griechische, in Rom tätige Arzt Galen entwickelte die Viersäftelehre weiter und begründete auf deren Basis auch eine Temperamentenlehre. Er sah außerdem, wie in manchen hippokratischen Schriften, einen Zusammenhang zwischen Körperbau und Charakter, was in eine spätere Typenlehre einging. Im 2. Jahrhundert kam es zu einer „Hippokrates-Renaissance“, zu der Galen entscheidend beitrug. Koische Bronzemünzen aus der frühen römischen Kaiserzeit tragen Hippokrates’ Bildnis.

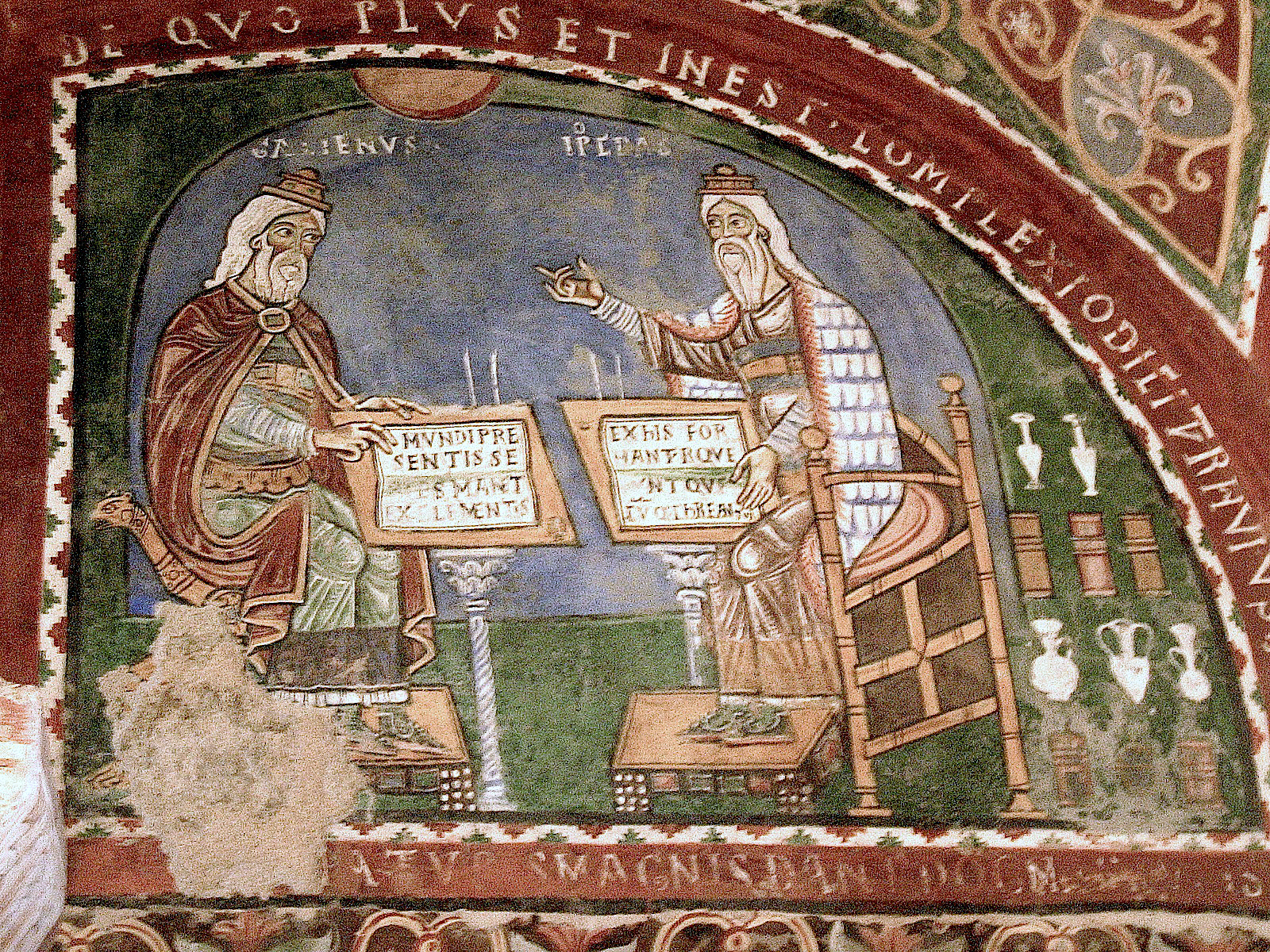
Hippokrates und Galen auf einem Wandgemälde in der Kathedrale von Anagni

Dass die pathologischen Vorstellungen der Hippokratiker, die erstmals eine rein wissenschaftliche Darstellung der Medizin hervorbrachten, heute nur noch historischen Wert haben, mindert nicht die Anerkennung der Ärzteschule von Kos durch ihre heutigen Fachkollegen. Die Schriften des Corpus Hippocraticum fordern vom Arzt körperliche und geistige Hygiene, persönliche Integrität, Vorsicht, Empathie und analytisches Denken. Die hippokratische Lehre, ein Arzt habe sich auf sorgfältige Beobachtung, Befragung und Untersuchung zu stützen und seine Diagnose und Therapie systematisch zu erarbeiten, wird von der modernen Medizin ebenso anerkannt wie die geforderte Berücksichtigung der Anamnese (Vorgeschichte), der Lebensumstände und der seelischen Situation des Patienten.
Die Figur Hippokrates wurde bereits in der Antike als mythisch überhöhtes Ideal des Arztes verwendet. Schon bei Galen wurde der charakteristische Gesichtsausdruck bei sterbenden oder schwerstkranken Patienten aufgrund einer Beschreibung im Corpus Hippocraticum als Facies hippocratica bezeichnet. Auch der hippokratische Eid, ein in verschiedenen Fassungen vorliegendes ärztliches moralisches Gelöbnis, wurde bereits in der Spätantike nach Hippokrates benannt.
Insbesondere durch die massive Nachwirkung der Schriften Galens, durch welche die Vier-Säfte-Lehre bis in die frühe Neuzeit hinein allgemein medizinisch anerkannt war, hielt sich auch das bei ihm gezeichnete Bild des idealisierten Arztes Hippokrates bis in die Moderne. Seine Vorbildfunktion für Ärzte kam in Bezeichnungen wie „der englische Hippokrates“ für Thomas Sydenham (1624–1689) oder „der französische Hippokrates“ für Philippe Hecquet (1661–1737) zum Ausdruck. Bis heute spielt Hippokrates als Berufungsinstanz für den Ursprung diverser medizinischer Theorien und die Vermarktung medizinischer Produkte eine große Rolle. Bei verschiedensten medizinischen Annahmen oder Vorgängen wird immer wieder behauptet, dass sie auf ihn zurückgingen.
Als Coa benannte Charles Plumier 1703 zu Ehren Hippokrates’ von Kos eine Gattung der Pflanzenfamilie der Spindelbaumgewächse (Celastraceae). Carl von Linné änderte diesen Namen 1737 in Hippocratea. Ferner tragen der Hippokrates-Gletscher auf der Brabant-Insel im antarktischen Palmer-Archipel seit 1960, der Mondkrater Hippocrates seit 1970 sowie der Asteroid (14367) Hippokrates und das Ärztenetzwerk Hippokranet seit 2000 seinen Namen.

## Ausgaben und Übersetzungen
Gesamtausgaben
- Hippocratis Coi opera. Venedig 1775.
- Karl Gottlob Kühn (Hrsg.): Magni Hippocratis opera omnia. 3 Bände. C. Cnoblochius, Leipzig 1827 (= Medicorum Graecorum operae quae extant. Band 21–23)
- Émile Littré (Hrsg. und Übers.): Œuvres complètes d’Hippocrate: Traduction nouvelle avec le texte grec. 10 Bände. Paris 1839–1861; Neudruck Amsterdam 1973–1982.
- Hugo Kühlewein (Hrsg.): Hippocrates, Opera quae feruntur omnia. 2 Bände. Leipzig 1894–1902.
- Hippokrates, sämtliche Werke. Übersetzt und ausführlich kommentiert von Robert Fuchs. 3 Bände. Verlag H. Lüneburg, München 1895–1900.
- Hippocrates. With an English Translation. Cambridge / London 1923–2018 (= Loeb Classical Library.)
- Richard Kapferer, Georg Sticker (Hrsg.): Die Werke des Hippokrates. Die hippokratische Schriftensammlung in neuer deutscher Übersetzung. 5 Bände. Stuttgart 1933–1940; Nachdruck: Hippokrates. Sämtliche Werke in 3 Bänden. Nach der Originalausgabe von 1933. Übersetzung: Richard Kapferer. Anger-Verlag Eick, Anger 1995; neu herausgegeben und bearbeitet von Kai Brodersen. wbg, Darmstadt 2022, ISBN 978-3-534-27522-9.

Einzel- und Auswahlausgaben
- Georg Sticker: Hippokrates, Der Volkskrankheiten erstes und drittes Buch (um das Jahr 434–430 v. Chr.). Aus dem Griechischen übersetzt, eingeleitet und erläutert. Verlag von Johann Ambrosius Barth, Leipzig 1923 (= Klassiker der Medizin. Band 28), S. 37–135.
- Johan Ludvig Heiberg (Hrsg.): Hippokrates, Iusiurandum, De medico. In: Corpus Medicorum Graecorum. Band I 1. Leipzig/Berlin 1927.
- Editionen online des Corpus Medicorum Graecorum/Latinorum, Leipzig/Berlin 1927–2014.
- Hippokrates, Über Entstehung und Aufbau des menschlichen Körpers (De carnibus). Hrsg., übersetzt und erläutert von Karl Deichgräber. Leipzig/Berlin 1935.
- Hippokrates. Fünf auserlesene Schriften. Eingeleitet und neu übertragen von Wilhelm Capelle. Artemis Verlag, Zürich 1955 (= Die Bibliothek der Alten Welt).
- La nature de l’homme (De natura hominis). Hrsg., übersetzt und erläutert von Jacques Jouanna. Berlin 1975 (= Corpus Medicorum Graecorum. Band I, 1,3).
- Jutta Kollesch, Diethard Nickel: Antike Heilkunst. Ausgewählte Texte. Philipp Reclam jun., Stuttgart 1994, ISBN 978-3-15-009305-4, passim (Teilübersetzungen, vgl. Inhaltsverzeichnis).